# Mizzi Langer-Kauba

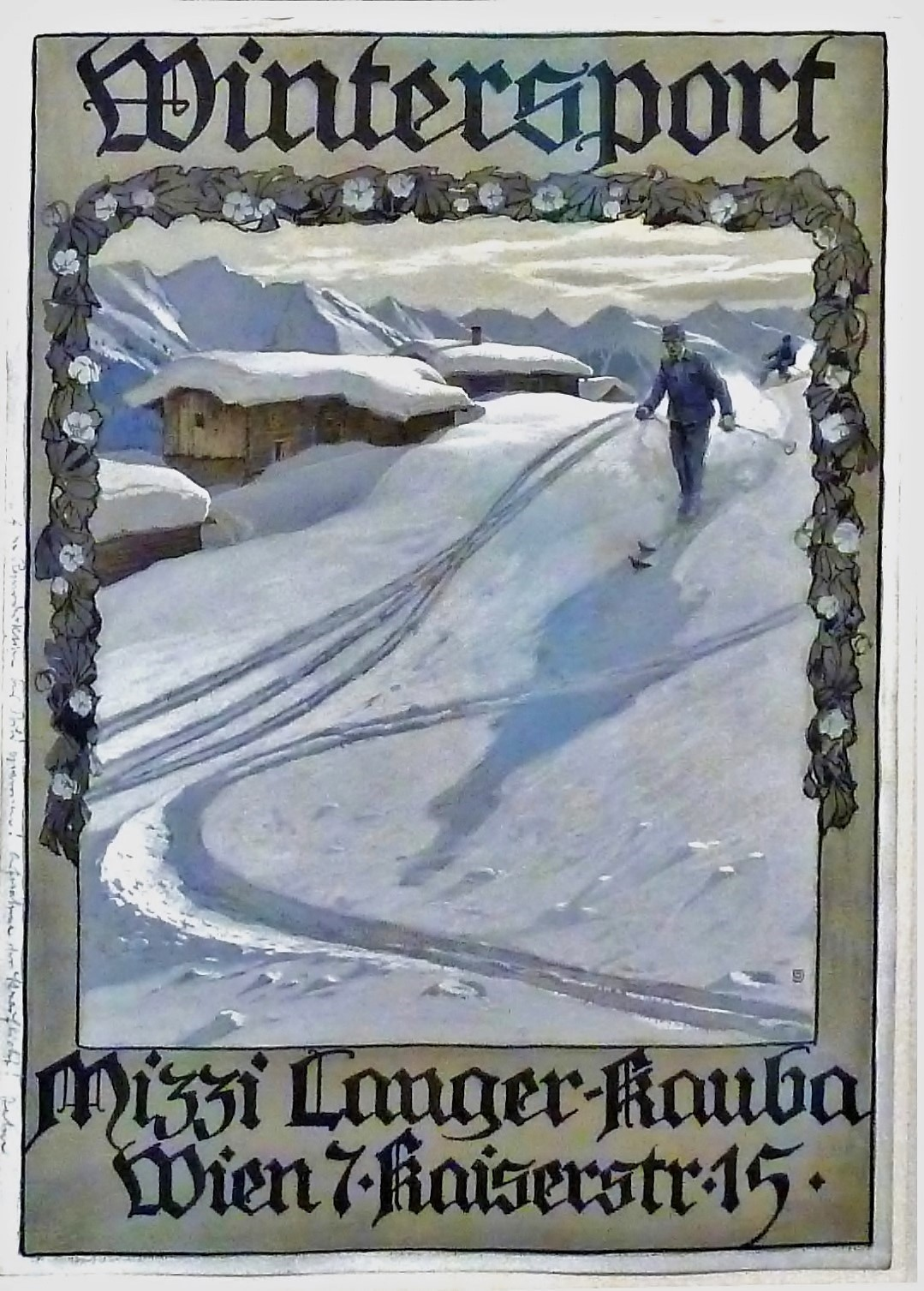
Plakat von Gustav Jahn

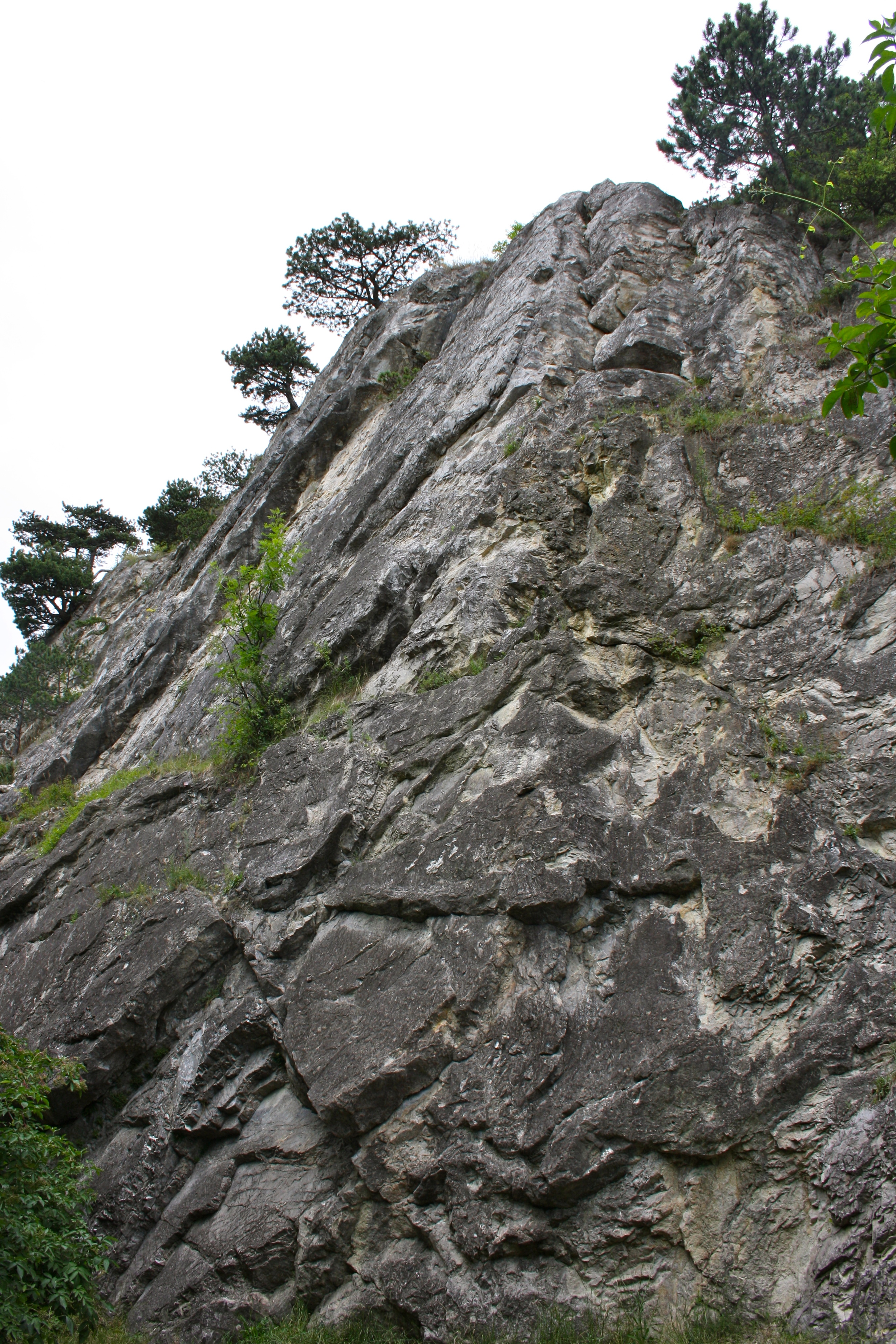
Mizzi-Langer-Wand

Marie Langer-Kauba (* 12. September 1872 in Wien; † 5. November 1955 ebenda) war eine österreichische Schifahrerin, Alpinistin und Geschäftsfrau.

## Leben und Wirken
Marie Langer, später meist Mizzi genannt, war die Tochter der Geschäftsleute Josef und Franziska Langer und wuchs im 5. Wiener Bezirk in bürgerlichen Verhältnissen auf. Bereits früh fand sie Freude am Alpinismus.
Sie heiratete im Juli 1897 den zwei Jahre jüngeren Franz Johann Kauba und übernahm spätestens 1906 (mit ihm als Prokuristen) das im Jänner 1896 gegründete erste Sportgeschäft Wiens in der Kaiserstraße Nr. 11. Ob sie diese Firma von ihrem Vater übernahm oder selbst gründete, ist nicht ganz geklärt. Sie spezialisierte das Unternehmen bald auf Ausrüstungen für den Bergsport, auch Frauen wurden als Kundinnen dezidiert angesprochen. Die aufwändig gestalteten Kataloge des Sporthauses wurden von ihrem Freund Gustav Jahn illustriert.
Langer-Kauba galt als gute Skiläuferin und war die einzige weibliche Teilnehmerin des von Mathias Zdarsky veranstalteten ersten offiziellen Schirennens (Slalom) am 19. März 1905 am Muckenkogel in Lilienfeld. In der Urkunde vermerkte Zdarsky, dass „die Siegerin mit nur einem Sturz so vielen Herren über war und trotz ihres zarten Körpers auch in zeitlicher Hinsicht viele körperlich sie kolossal überragende Herren schlug.“ Sie war langjähriges Mitglied der Sektion Austria des Österreichischen Alpenvereins sowie des prestigeträchtigen Österreichischen Alpenklubs und bewarb ihr Unternehmen auch in einschlägigen Fachzeitungen und -zeitschriften wie etwa „Der Gebirgsfreund“ oder „Der Schnee“.
Im Ersten Weltkrieg führte Mizzi Langer-Kauba ihr inzwischen mehrfach erweitertes Geschäft alleine, denn ihre im Betrieb mitarbeitende Schwester war unerwartet verstorben, ihr Mann Franz Kauba und der Schwager Josef Stüber wurden zum Kriegsdienst eingezogen. Nachdem sie sich in den 1920er Jahren von ihrem Mann getrennt hatte, unterstützte sie ab 1928 ihr Neffe Sepp Stüber im Geschäft. In den Folgejahren zog sie sich sukzessive daraus zurück. In ihrem Testament bedachte sie ihren Ehemann ausdrücklich nicht.
Mizzi Langer-Kauba starb am 5. November 1955 in ihrer Wohnung in der Kaiserstraße 15, ihr Unternehmen wurde von der Familie Stüber noch bis 1971 weitergeführt. Seit 1983 ist an der Adresse mit dem Sportfachgeschäft „Bergfuchs“ wieder ein auf Bergsport spezialisiertes Geschäft untergebracht.
Nach ihr ist die Mizzi-Langer-Wand, eine von ihr als Klettergarten genutzte Felswand in Rodaun, benannt.  In Wien wurde am 3. Oktober 2023 durch Beschluss des Gemeinderatsausschusses für Kultur und Wissenschaft am Urban-Loritz-Platz ein Park nach ihr benannt. Dies veranlasste die Wiener Zeitung zu Recherchen über die Tätigkeit von Mizzi Langer-Kauba während der NS-Zeit. Dabei stellte sich heraus, dass ihr Geschäft als Verkaufsstelle für Bekleidung der Hitlerjugend und des Bundes Deutscher Mädel (den verpflichtenden Jugendorganisationen der NSDAP) fungierte. Ohne eine ausgeprägte Vernetzung und ein klares Bekenntnis zum Nationalsozialismus „bekommt man diese Massenausstattung nicht in die Hand“, welche eine „hochprofitable Geschichte“ sei, zitiert die Wiener Zeitung den Historiker Gerhard Botz. Zudem war sie Mitglied in der Nationalsozialistischen Frauenschaft und in der Nationalsozialistischen Volkswohlfahrt und demnach sehr gut in der NSDAP verankert.